# Onan Runggu IV
Onan Runggu IV is een bestuurslaag in het regentschap Tapanuli Utara van de provincie Noord-Sumatra, Indonesië. Onan Runggu IV telt 538 inwoners (volkstelling 2010).